# Silvanus proximus
Silvanus proximus es una especie de coleóptero de la familia Silvanidae.

## Distribución geográfica
Habita en África Subsahariana, México y Brasil.